# Лхавзан-хан
Лхавзан-хан (тиб. ལྷ་བཟང༌།; монг. ᠯᠠᠽᠠᠩ ᠬᠠᠨ; д/н—1717) — 6-й володар Хошутського ханства, захисник-правитель Тибету в 1703—1717 роках.

## Життєпис
Належав до хошутського племені ойратів. Син Далай-хана, 4-го володаря Хошутського ханства. Про дату народження та молоді роки Лхавзана вкрай замало відомостей. 1703 року отруїв свого брата Ванґчук-хана, ставши новим володарем Хошутського ханства.
Основні зусилля новий хан спрямував на відновлення влади хошутів над Тибетом. Там після смерті Далай-лами V в 1682 році фактичну владу захопив десі (регент) Санг'є Г'яцо. Останній поставив новим релігійним правителем Далай-ламу VI (Цан'яна Г'яцо), який фактично не виконував свої обов'язки. Під тиском Лхавзан-хана десі пішов у відставку, проте фактично продовжував керувати Тибетом. Можливо спробував отруїти хошутського хана. Також Г'яцо уклав союз з Джунгарським ханством.
Зрештою 1705 року відбувся збройний конфлікт, де хошути завдали поразки війську Санг'є Г'яцо, який вимушений був здатися. У вересні того ж року колишнього десі було страчено в долині Толун. Після цього Лхавзан-хан оголосив Цан'яна Г'яцо несправжнім Далай-ламою VI, якого було заслано (помер на шляху до Пекіну). Натомість обрав Нгаван Еше Г'яцо новим Далай-ламою VI. Цей вибір визнав Панчен-лама V (Лобсан Еше Пелсанпо) й цінський імператор Кансі. Проте більшість тибетського духівництва відкинуло таке «обрання». 1709 року за наказом імператора Кансі Нгавану Еше Г'яцо було надано печатку Далай-лами VI. Завдяки цьому Лхвазан-хан встановив повну владу над Тибетом. Втім він вимушений був маневрувати між імперією Цін та Джунгарським ханством.
Ситуація погіршилася, коли тайши Даші-Батур і Цеван Дандзін оголосили, що знайшли нове втілення далай-лами — Келсанга Г'яцо, якого оголосили Далай-ламою VII. У відповідь Лхвазан-хан оголосив й цього ламу несправжнім. Натомість 1715 року цінський уряд визнав Келсанга Г'яцо справжнім Далай-ламою. Цим було створено привід для втручання у справи Тибету. Водночас Лхвазан-хан втратив китайську підтримку. Також зменшенню авторитету сприяла поразка хошутів та тибетців в Бутані в 1714 році, вони зазнали невдачі у війні з Друк Рабчже.
За цих обставин 1717 року до Тибету вдерлося джунгарське військо на чолі із Церін Дондупом. Спочатку хошутське військо зазнало поразки на рівнині Дам. У вирішальній битві біля Лхаси Лхавзан-хан зазнав поразки й загинув. Владу в Тибеті захопили джунгари.